# Global Alliance on Health and Pollution
Global Alliance on Health and Pollution (GAHP, « alliance mondiale sur la santé et la pollution ») est un organisme international de collaboration qui aide les pays à revenu faible ou intermédiaire à résoudre les problèmes de santé liés à l’environnement. Cette alliance s’est formée en 2012 par le regroupement de l’ONG Pure Earth, la Banque mondiale, le PNUE, le PNUD, l’ONUDI, la Banque asiatique du développement, la Commission Européenne et des ministères de l’environnement et de la santé de plusieurs pays à revenu faible ou intermédiaire. GAPH est constitué en fondation indépendante à but non-lucratif, avec siège dans le canton de Genève (Suisse), depuis mai 2019.
GAHP travaille en collaboration avec les autorités locales pour nettoyer les zones toxiques présentant un risque sanitaire fort. Elle peut également intervenir en urgence, à l’instar de ce qui a été fait lors de l’épidémie de saturnisme au Nigeria ayant tué des centaines d'enfants. En se regroupant, les membres de GAHP offrent un accès à plusieurs lignes de support et ressources, comme un guichet unique pour les solutions de lutte contre la pollution.
Le 19 octobre 2017, GAHP, en collaboration avec la revue The Lancet et la faculté de médecine Icahn du mont Sinaï, a créé la Commission Lancet « pollution et la santé » qui évalue la mortalité des maladies dues à la pollution à 9 millions de morts prématurées par an. L'objectif de la Commission est de diminuer la pollution de l'air, des sols et de l'eau en travaillant notamment sur les coûts économiques et sanitaires qu’implique la pollution à l'échelle mondiale, et en proposant des solutions efficientes.

## Membres
- ONG Pure Earth (anciennement connu sous le nom de Blacksmith Institute) (secrétariat du GAHP)
- ONG Cyrus R. Vance Centre pour la justice internationale
- Deutsche Gesellschaft für Internationale Zusammenarbeit (GIZ) GmbH
- Commission européenne
- Fondation Chili
- Intendencia de Montevideo, État de l'Uruguay
- Banque interaméricaine de développement (BID)
- Komite Penghapusan Bensin Bertimbel (KPBB - ONG indonésienne)
- La Agencia de Protección Ambiental de la Ciudad de Buenos Aires, république d'Argentine
- Ministère de la santé, de la république du Tadjikistan
- Ministère de l'environnement de l’Indonésie
- Ministère de l'environnement de Madagascar
- Ministère de l'environnement du Mexique (SEMARNAT)
- Ministère de l'environnement du Pérou (MINAM)
- Département de l'environnement et des ressources naturelles des Philippines (DENR)
- Ministère de l'environnement du Sénégal
- Ministère de l'environnement de l'Uruguay, DINAMA
- Programme des Nations Unies pour le développement (PNUD)
- Programme des Nations Unies pour l'environnement (PNUE)
- Organisation des Nations Unies pour le développement industriel (ONUDI)
- Banque mondiale